# Panicum bambusiusculum
Panicum bambusiusculum är en gräsart som beskrevs av Otto Stapf. Panicum bambusiusculum ingår i släktet vipphirser, och familjen gräs. Inga underarter finns listade i Catalogue of Life.